# Triaspis prinops
Triaspis prinops är en stekelart som beskrevs av Papp 1984. Triaspis prinops ingår i släktet Triaspis och familjen bracksteklar. Inga underarter finns listade i Catalogue of Life.